# Casa Pau Soler i Trenchs
La casa Pau Soler i Trenchs és un edifici situat als carrers del Call i de Salomó ben Adret (abans Sant Domènec del Call) de Barcelona, catalogat com a bé cultural d'interès local.

## Història
El 1847, Pau Soler i Trenchs (o Trens), vocal de la Junta de Comerç, va presentar un projecte per a reconstruir la seva casa de la cantonada dels carrers del Call i de Sant Domènec del Call, signat per l'arquitecte Francesc Daniel Molina. Tanmateix, aquest no es va dur a terme, i l'any següent, Soler va presentar-ne un altre del mateix autor. Durant els treballs d'enderrocament de l'edifici antic es van trobar a l'interior d'una paret tres còdexs del segle xv, entre ells un llibre d'oracions jueves o sidur, que foren llegats pel propietari a la Reial Acadèmia Catalana de Belles Arts de Sant Jordi.
El seu parent Pau Soler i Freginals hi tenia una botiga de sederies.

### Can Jorba
L'empresa manresana Jorba i Cia, societat en comandita, fundada per Pere Jorba i Gassó, hi va establir la seva sucursal a Barcelona. El responsable del negoci, inaugurat el 14 de setembre del 1911, era el seu fill Joan Jorba i Rius, i la decoració era obra del prestigiós artista Francesc Cuixart i Barjau. S'hi venien camises, articles de plata, vestits a mida, llenceria, novetats i ornaments religiosos, i a la cantonada s'anunciaven els serveis de taller que s'hi oferien: sastreria, vestits d’home, camiseria, roba blanca, ornaments sagrats, hàbits, brodats, reparació de rellotgeria i òptica, gravació i restauració de metalls.

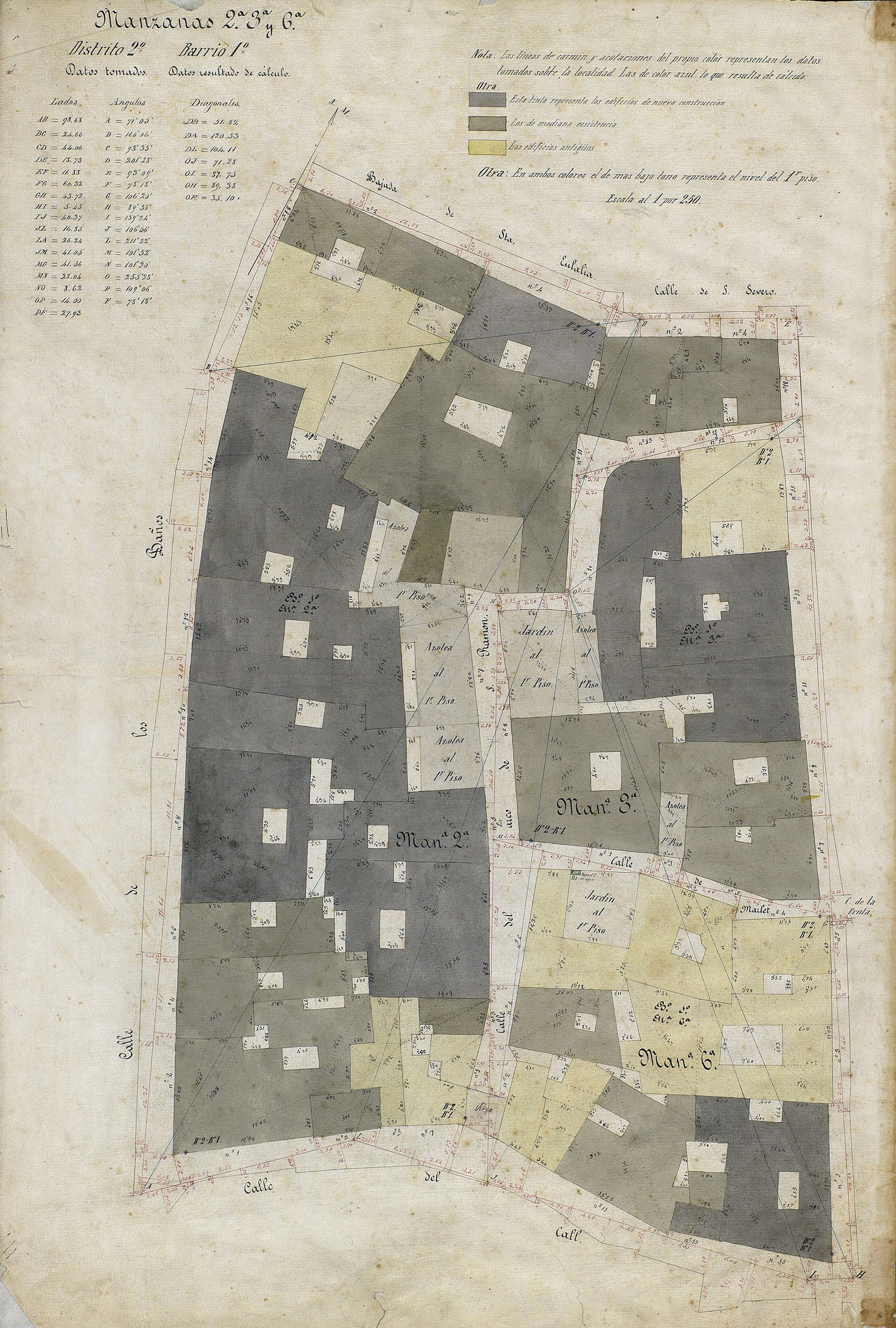
Quarteró núm. 28a de Garriga i Roca (c. 1860)

## Descripció
Compost de manera similar que les cases de la Plaça Reial, del mateix autor, és un edifici amb planta baixa, entresol, principal i dos pisos més. El tram inferior està format per la planta baixa i l'entresòl. La planta baixa s'obre al carrer per mitjà de tres grans portals emmarcats per parament de pedra motllurada. El portal central cobert per un frontó rectangular, originàriament permetria l'accés a l'edifici, encara que en l'actualitat està tancat i forma part de l'aparador d'una botiga. L'altre portal també serveix d'accés a un altre comerç. Les obertures dels eixos laterals de l'entresòl són grans finestrals d'arcs escarsers amb ampits de ferro. L'obertura central presenta un arc de mig punt que remata el frontó del portal central.
El tram central comença amb un balcó corregut a l'alçada del principal. Des d'aquest les tres obertures per planta estan emmarcades per pilastres estriades d'un ordre gegant i capitells compostos que suporten un entaulament complet. Les obertures són solucionades amb balcons d'amplada decreixent, amb llosanes de pedra sustentades per elaborats permòdols i tancats per baranes de ferro amb un complex dibuix. L'últim tram presenta una senzilla cornisa que dona pas al tancament del terrat per mitjà d'una barana de ferro.
La façana secundària, afrontada al carrer de Salomó ben Adret, presenta un sistema compositiu similar a la principal, però sense les pilastres d'ordre gegant. Ressaltar que l'accés a l'edifici es troba en aquesta façana desplaçat del centre, gairebé a tocar de la paret mitgera. Travessant el portal s'accedeix a un vestíbul de planta rectangular que, depassant una porta, ens situa al celobert on s'ubiquen les escales que distribueixen les propietats horitzontals.